# Andrej Borisovič Zubov
Andrej Borisovič Zubov, rusky Андрей Борисович Зубов (* 16. ledna 1952, Moskva) je ruský historik, religionista a politolog. Je absolventem a někdejším profesorem Státního institutu mezinárodních vztahů v Moskvě a vedoucím katedry dějin náboženství na Ruské pravoslavné univerzitě.
Je autorem několika monografií a zhruba 150 vědeckých článků. Převzal po Alexandru Solženicynovi úlohu hlavního redaktora přelomového díla Dějiny Ruska 20. století.
V době Krymské krize v roce 2014 zveřejnil v deníku Vedomosti kritický článek, ve kterém odsoudil vojenské obsazování Krymu Ruskem a přirovnal ho k rozšiřování území nacistickým Německem, k anšlusu Rakouska, připojení Sudet k nacistickému Německu a obsazení litevské Klaipėdy.

## Životopis
Narozen 16. ledna 1952 v Moskvě. V roce 1973 absolvoval Moskevský státní institut mezinárodních vztahů. V roce 1978 obhájil disertační práci na téma Zkušenosti z parlamentní demokracie v Thajsku. V roce 1989 obhájil doktorskou práci Parlamentní demokracie a politické tradice Východu. Na základě této práce byl ve stejném roce jmenován doktorem historických věd. Od roku 1989 do roku 2001 působil v Institutu orientálních studií. Do roku 2014 pracoval ve Státním institutu mezinárodních vztahů v Moskvě. V září 2022 odešel přes Finsko z Ruska a vyučuje na brněnské Masarykově univerzitě.

## Kritika oficiální ruské politiky v otázce krymské krize

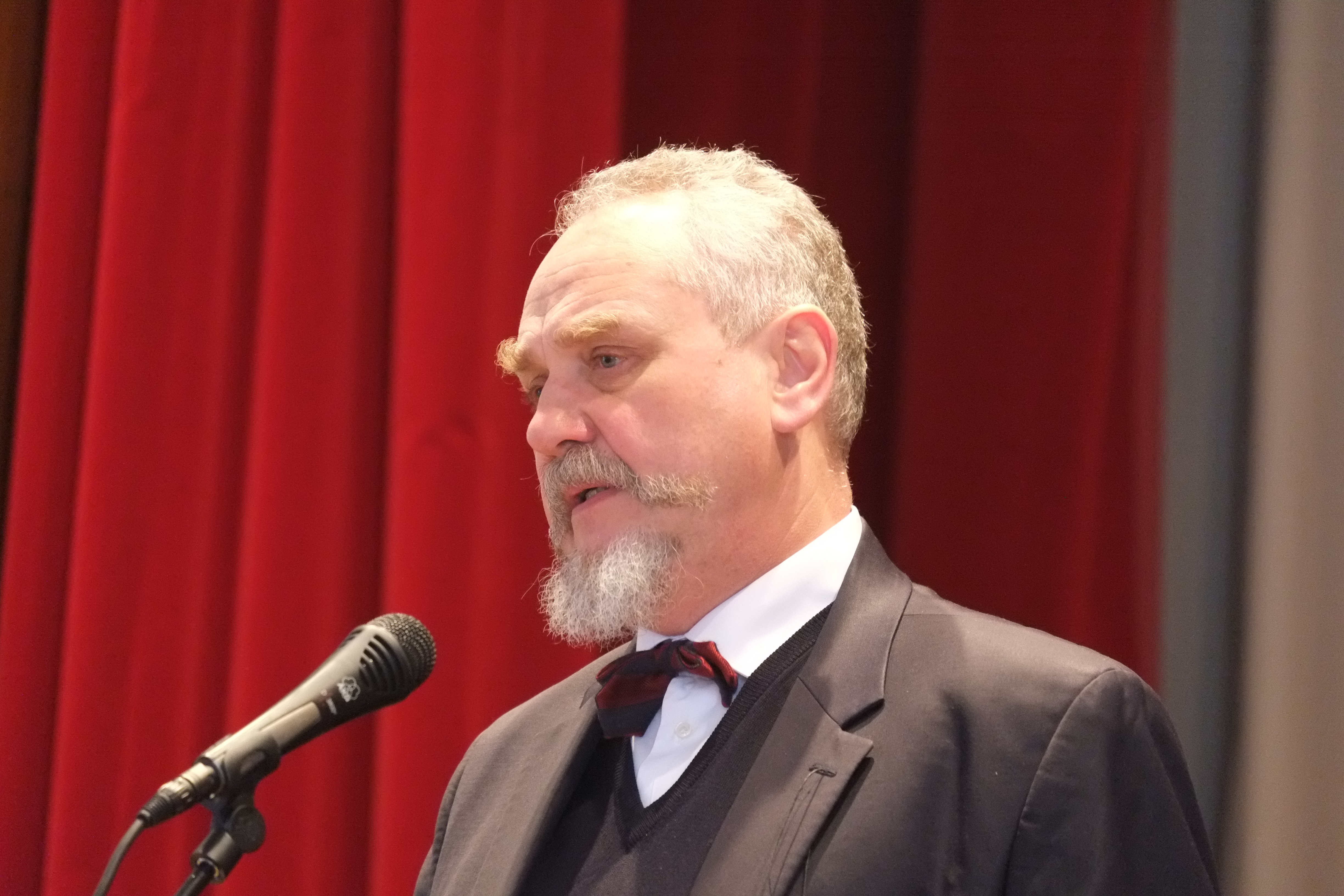
Prof. Andrej Borisovič Zubov v roce 2014

V roce 2014 probíhala ve východní Evropě tzv. krymská krize, během které se Andrej Zubov kriticky vyjádřil k postupu ruských vládních činitelů a k oficiální zahraniční politice své země. V liberálně orientovaném deníku Vedomosti publikoval 1. března 2014 článek To už tady bylo, ve kterém přirovnal vojenskou intervenci Ruska na Krymském poloostrově k událostem z let 1938 až 1939 ve střední Evropě. Tehdy nacistické Německo připojilo Rakousko při anšlusu Rakouska, dále české pohraniční oblasti a nakonec také litevskou oblast Klaipėda (označovaná jako Memelland).
Dle jeho slov bylo cílem článku zjistit, jak bude ruská společnost, žijící v demokratickém, nesovětském a nekomunistickém Rusku, reagovat na prohlášení, které je v rozporu s oficiální politikou Ruské federace a v rozporu s politikou prezidenta Vladimíra Putina. Reakce na článek byla poměrně rychlá a profesor Zubov byl do tří týdnů propuštěn ze svého místa ve Státním institutu mezinárodních vztahů v Moskvě. Jako důvod propuštění uvedlo MGIMO na svých oficiálních stránkách „nemorální chování“. Ještě před tímto krokem MGIMO byl na profesora Zubova vyvíjen nátlak, aby z institutu odešel sám, což zcela odmítl.[nedostupný zdroj]

### Působení na Masarykově univerzitě
Na jeho podporu se vyjádřila část kolegů z MGIMO, a to ústně nebo písemně. Nejsilněji reagovala jeho kolegyně Ella Kolesniková, která podala výpověď, aby tak protestovala proti propuštění profesora Zubova. Mezinárodní akademická obec se většinou postavila za profesora Zubova a vyjádřila mu podporu. V České republice to byla např. Masarykova univerzita, jejíž tehdejší rektor Mikuláš Bek nabídl profesorovi Zubovovi místo na fakultě sociálních studií. Tehdy ještě profesor Zubov nabídku odmítl. Po ruské agresi proti Ukrajině profesor Zubov, kterému byla po propuštění z MGIMO zakázána pedagogická činnost na ruských univerzitách, a po mobilizaci, vyhlášené v Rusku 21. září 2022, místo na Masarykově univerzitě v Brně přijal.[rozpor] Poprvé zde přednášel v říjnu 2022.
Již v roce 2019 Masarykova univerzita udělila Andreji Zubovovi akademickou hodnost „doctor honoris causa“ za mimořádné vědecké zásluhy, za rozvoj lidského poznání a za angažovanost ve společenském dění.

## Výběr z díla, chronologicky
- Parlamentarizm v Tailande: Opyt issledovanija sovremennogo vostočnogo obščestva metodom analiza izbiratel’noj statistiki. [Parlamentarismus v Thajsku: Experiment výzkumu současné východní společnosti metodou analýzy volebních statistik.] Moskva: Nauka, 1982. [Orig. Парламентаризм в Таиланде: Опыт исследования современного восточного общества методом анализа избирательной статистики.]
- Parlamentskaja demokratija i političeskaja tradicija Vostoka. [Parlamentní demokracie a politická tradice Východu.] Moskva: Nauka, 1990. [Orig. Парламентская демократия и политическая традиция Востока.]
- L’Euroasia del Nord: Il rischio del caos dopo l’impero sovetico. San Paolo: Cinisello Balsamo (Milano), 1994. 253 s. [Edice] Saggi 10. ISBN 9788821528651. [Předmluva Piero Ostellino.]
- Istorija religij. Kniga 1, Doistoričeskije i vneistoričeskije religii. Kurs lekcij. [Dějiny náboženství. Kniha 1, Pravěká a nehistorická náboženství. Cyklus přednášek.] Moskva: Planeta detej, 1997. 342 s. ISBN 5-86065-034-5. [Orig. История религии. Кн. 1. Доисторические и внеисторические религии. Курс лекций.]
- Obraščenije k russkomu nacional’nomu pravoporjadku kak nravstvennaja neobchodimost’ i političeskaja cel’. [Apel na ruský národní právní řád jako morální úkol a politický cíl.] Moskva: Gruppa Gross, 1997. 71 s. [Orig. Обращение к русскому национальному правопорядку как нравственная задача и политическая цель.]
- Dějiny Ruska 20. století. Překlad Libor Dvořák et al. 1. vyd. Díl I. 1894–1939. Praha: Argo, 2014. 949 s. ISBN 978-80-257-0921-4.
- Dějiny Ruska 20. století. Překlad Libor Dvořák et al. 1. vyd. Díl II. 1939–2007. Praha: Argo, 2015. 769 s. ISBN 978-80-257-0964-1.
- Rusko 1917: katastrofa: přednášky o ruské revoluci. Překlad Jitka Komendová. 1. vyd. Praha: Argo, 2021. 227 s. ISBN 978-80-257-3445-2.